# Es mi nombre
Es mi nombre è il primo album in studio da solista del cantante portoricano Chayanne, pubblicato nel 1984.

## Tracce
1. Chayanne es mi nombre – 2:32
2. De dos en dos – 2:52
3. Chinatown – 3:02
4. Sexy – 2:35
5. Un juego nuevo – 3:23
6. Loco – 3:08
7. Chicos malos – 3:39
8. Una marciana en la avenida – 3:06
9. Dime dónde voy – 3:28
10. Estar a tu lado – 3:46
11. ¿Y qué culpa tengo yo? – 3:37